# Microrregión de Rio de Janeiro
La microrregión de Río de Janeiro, también conocida como Grande Rio es una de las  microrregiones del estado brasileño del Río de Janeiro pertenecientes a la Mesorregión Metropolitana de Rio de Janeiro. Posee un área de 4.557 km² y su población fue estimada en 2006 por el IBGE en 11.446.019 habitantes y está dividida en 16 municipios.

## Municipios
- Belford Roxo
- Duque de Caxias
- Guapimirim
- Itaboraí
- Japeri
- Magé
- Maricá
- Mesquita
- Nilópolis
- Niterói
- Nova Iguaçu
- Queimados
- Río de Janeiro
- São Gonçalo
- São João de Meriti
- Tanguá

- Datos: Q1971157